# Mercon

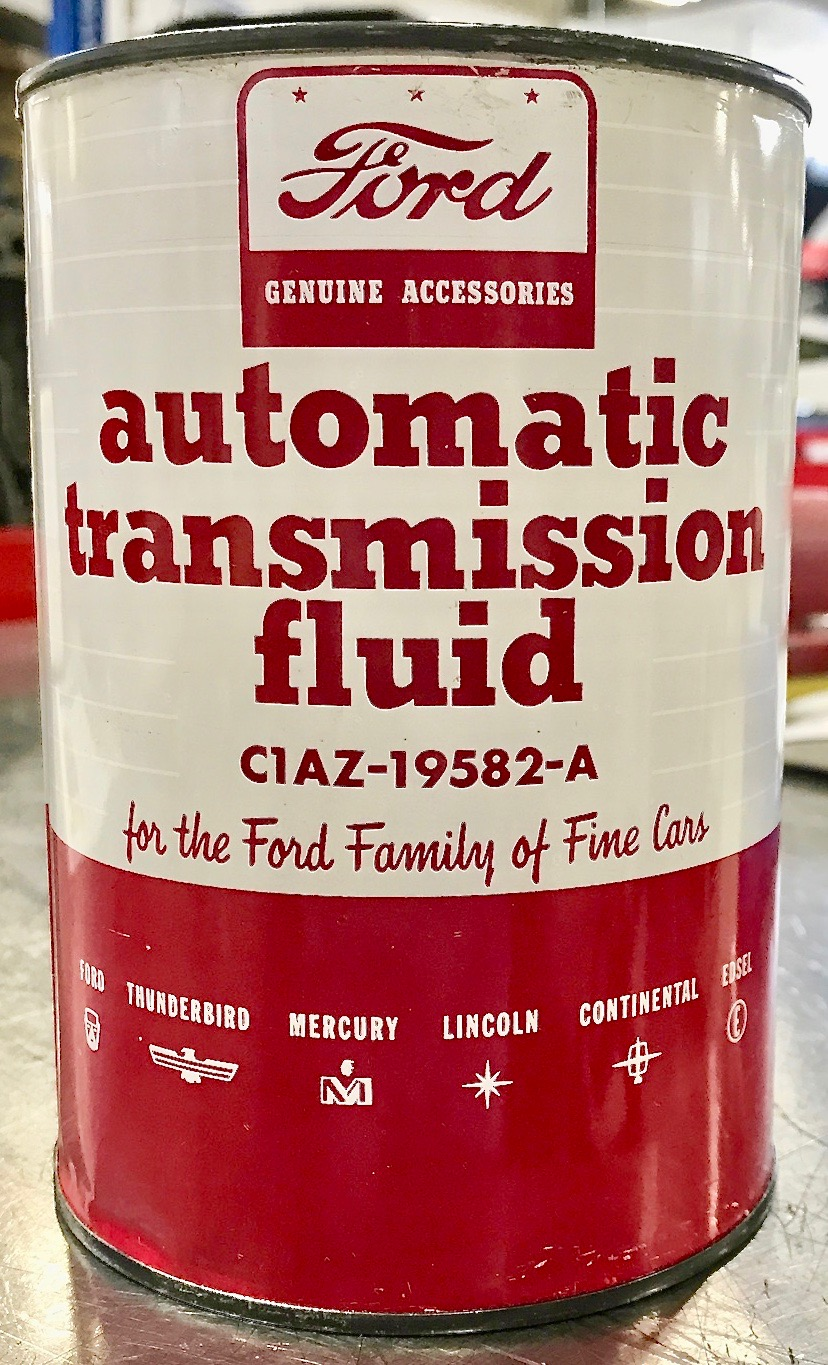
1960 Ford Typ B Automatikgetriebeöl

MERCON ist der Handelsname einer Reihe technischer Spezifikationen von Automatikgetriebeölen, die Ford erstellt hat. Den Namen hat sich Ford eintragen lassen, zuerst als Registered Trade Mark und später als Handelsmarke. Mercon kann in Lizenz für Name und Spezifikation an Ölhersteller vergeben werden, die Öle dieser Spezifikationen unter ihren eigenen Markennamen verkaufen. Nicht alle Mercon-Flüssigkeiten sind für den Wiederverkauf unter einem anderen Markennamen lizenziert. Alle lizenzierten Mercon-Flüssigkeiten müssen auf dem Behälter eine Lizenznummer haben. Wenn keine Lizenznummer gefunden wird, ist die Flüssigkeit möglicherweise nicht von Ford zugelassen und es kann nicht garantiert werden, dass die Flüssigkeit den Ford-Spezifikationen entspricht. Automobilhersteller wie Ford verwenden Getriebe, die von Getriebeherstellern auf der ganzen Welt zugeliefert und nicht von Ford selbst hergestellt werden. Viele dieser Automatikgetriebe brauchen spezielle Öle, die auf dieser Seite möglicherweise nicht gelistet sind.
Ursprünglich verwendete Ford seine Marke MERCON nur für Automatikgetriebeöle, später auch für andere Getriebeöle und Schmierstoffe.

## Ford Automatikgetriebeöle (ATF)
Das ursprüngliche Mercon-Automatikgetriebeölspezifikation (M2C185-A) ist vom Januar 1987. Im Laufe der Jahre wurde die ursprüngliche Mercon-Spezifikation von Mercon V, Mercon SP, Mercon LV und Mercon ULV verdrängt. Ford hat die Mercon-Spezifikationen im Laufe der Jahre verfeinert. Die neueren Öle sind nicht immer rückwärtskompatibel mit früheren Ölen. Neuere 6- und 10-Gang-Getriebe sowie Übertragungstechnologien von Plug-In-Hybriden (PHEV) und Elektrofahrzeugen (EV) erfordern spezielle Öle, um einwandfrei zu funktionieren. Es gibt nach wie vor einen Markt für ältere Öle, die vorgeben, die früheren Ölspezifikationen zu erfüllen. Einzelheiten zur Rückwärtskompatibilität der einzelnen Öle sind in den nachstehenden Angaben:

### Vor der MERCON-Spezifikation (1942–1987)

#### 1942 – Motorenöl

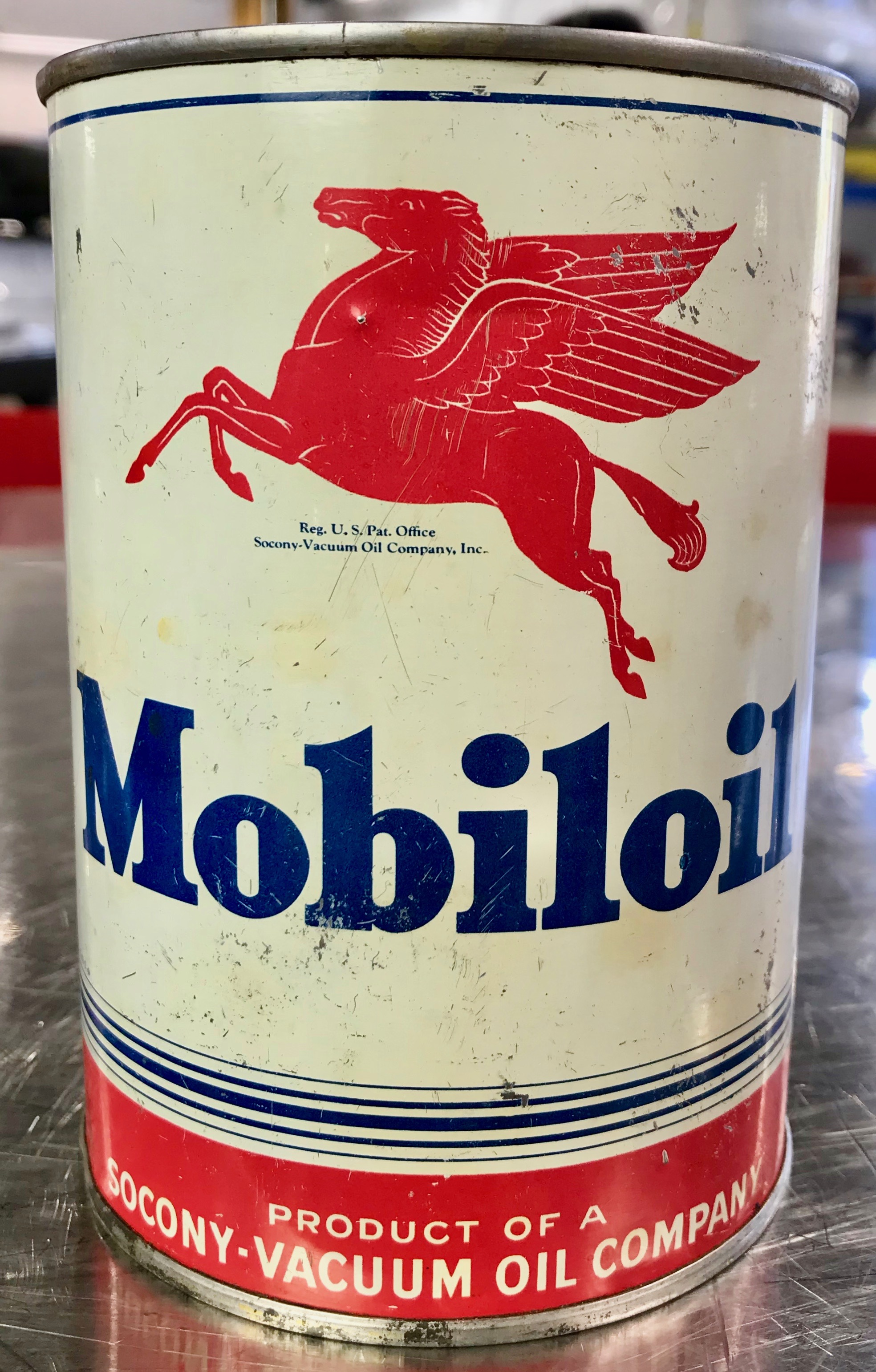
(Beispiel: Mobiloil 1942) In der Flüssigkeitskupplung Liquamatic Drive wurde Motoröl verwendet

Im Jahr 1942 wurde für die Fahrzeuge Mercury 8 und Lincoln wahlweise ein „Liquamatic Drive“, ein Dreiganggetriebe mit einer Strömungskupplung, einer Trockenkupplung zum Schalten und einem unterdruckbetätigten automatischen Gangwechsel zwischen zweitem und dritten Gang angeboten. Das Getriebe hatte eine Überholkupplung an der Getriebewelle. Bei Lincoln war das Liquamatic Drive mit zusätzlichem Overdrive erhältlich.
Die Strömungskupplung am Schwungrad war mit SAE 10-Motoröl gefüllt. Das Getriebe lief in traditionellem Getriebeöl. Dieses Getriebe wurde nur wenige Monate vor dem Eintritt der USA in den Zweiten Weltkrieg hergestellt. Es bewährte sich nicht, fast alle wurden in Rückrufaktionen durch herkömmliche Getriebe ersetzt und nach dem Krieg die Produktion dieses Getriebes wieder aufgenommen.

#### 1949 – Flüssigkeit für GM Hydra-Matic

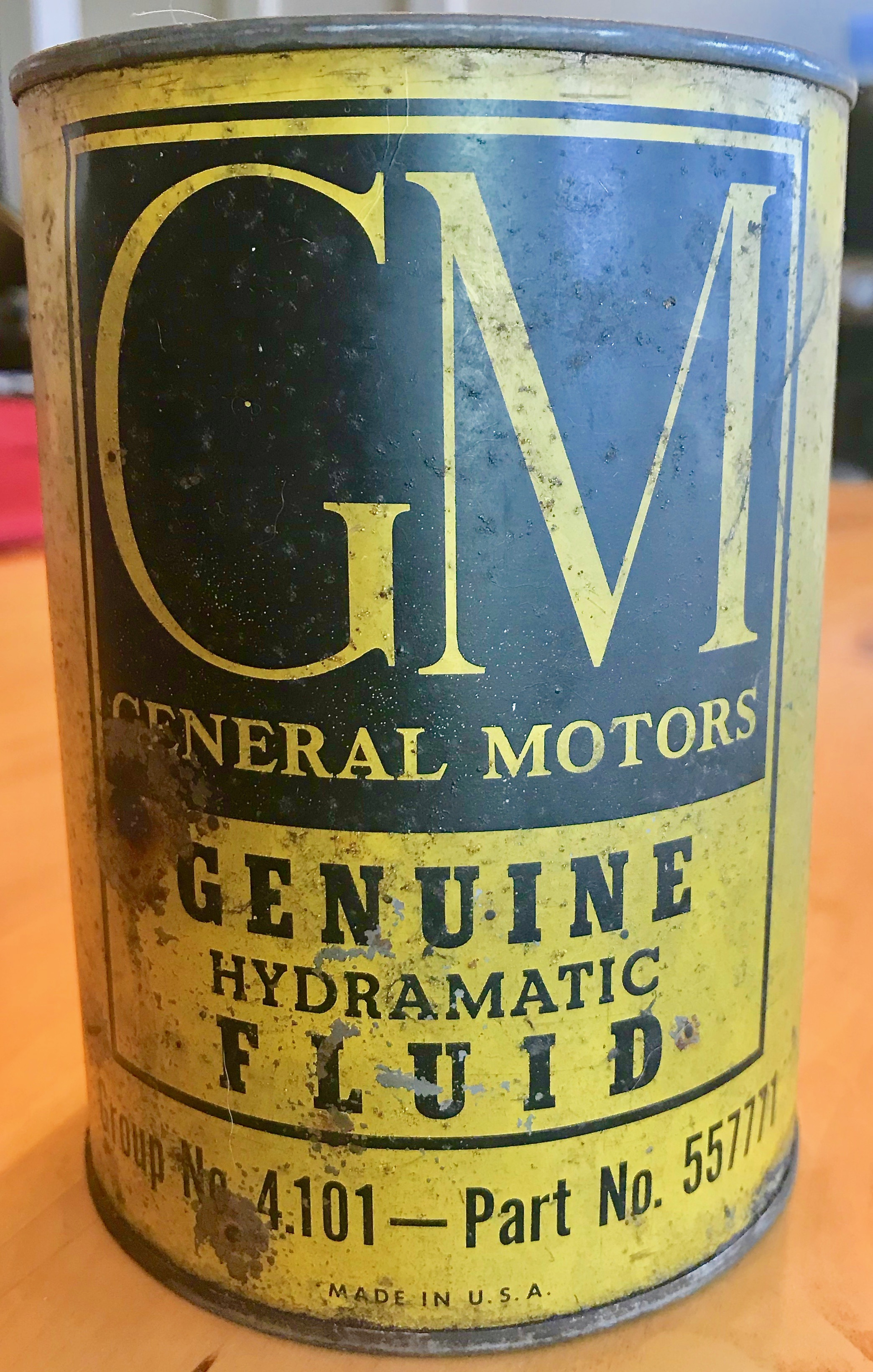
1950 GM Hydra-Matic-Antriebsflüssigkeit

Im April 1949 begann Lincoln die Hydra-Matic 4-Gang-Automat von General Motors in ihren 1950er-Modellen anzubieten. Dieses Angebot wurde auch im Modelljahr 1954 fortgesetzt. Der Wartungsplan von Lincoln forderte „Lincoln Automatic Transmission Fluid“. Diese Flüssigkeit erfüllte die Spezifikationen der GM Hydra-Matic-Antriebsflüssigkeit (siehe Dexron).
Dieses Öl wurde erstmals in folgenden Getrieben eingesetzt:
- 1949 Hydra-Matic mit L-9 Präfix der Seriennummer
- 1950 Hydra-Matic mit L-50 Präfix der Seriennummer
- 1951 Hydra-Matic mit L-51 Präfix der Seriennummer
- 1952 Hydra-Matic mit L-52 Präfix der Seriennummer
- 1953 Hydra-Matic mit L-53 Präfix der Seriennummer
- 1954 Hydra-Matic mit L-54 Präfix der Seriennummer

#### 1950 – GM Flüssigkeit vom Typ „A“

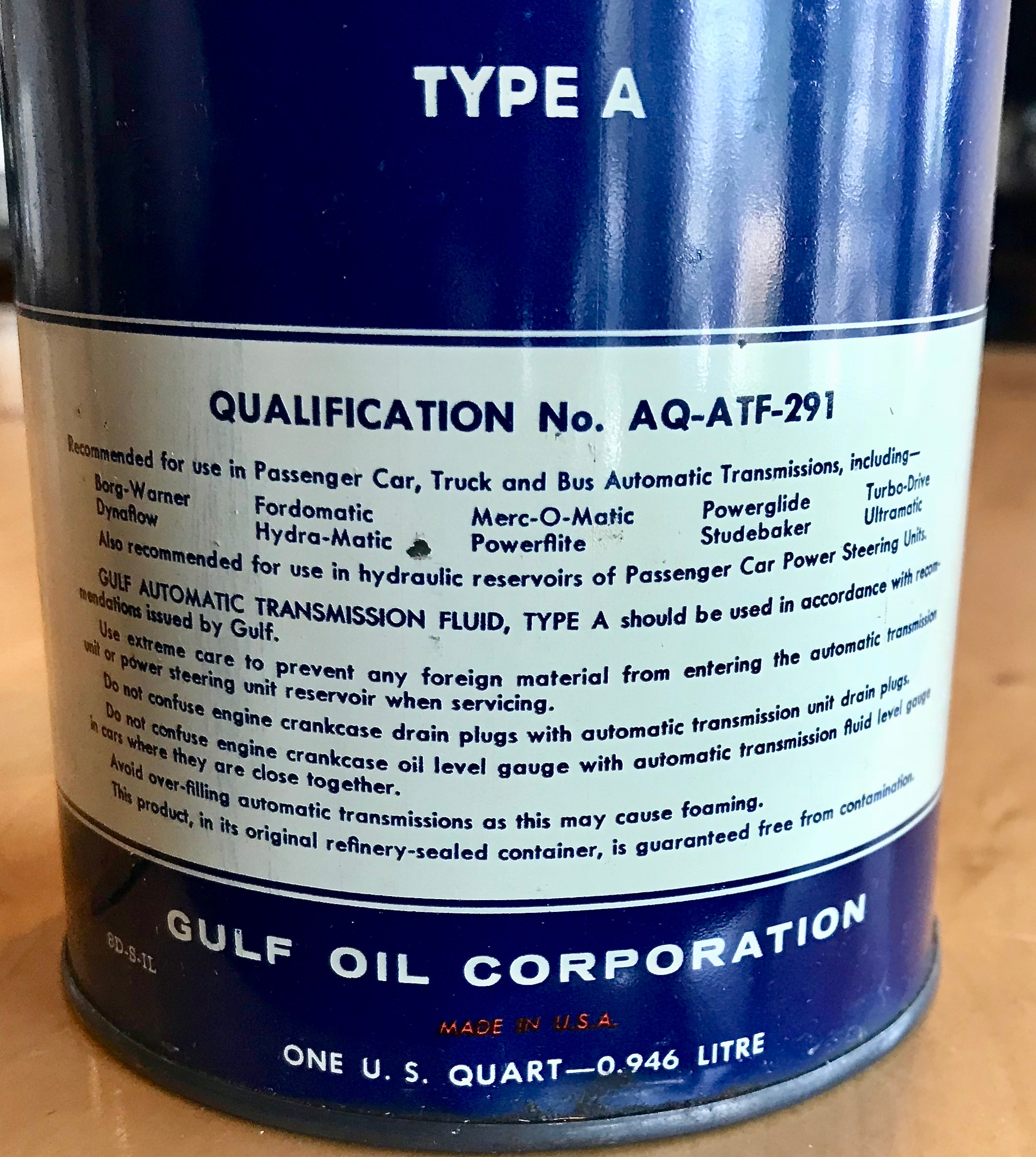
1955-1957 Gulf ATF Typ „A“ AQ-ATF-291

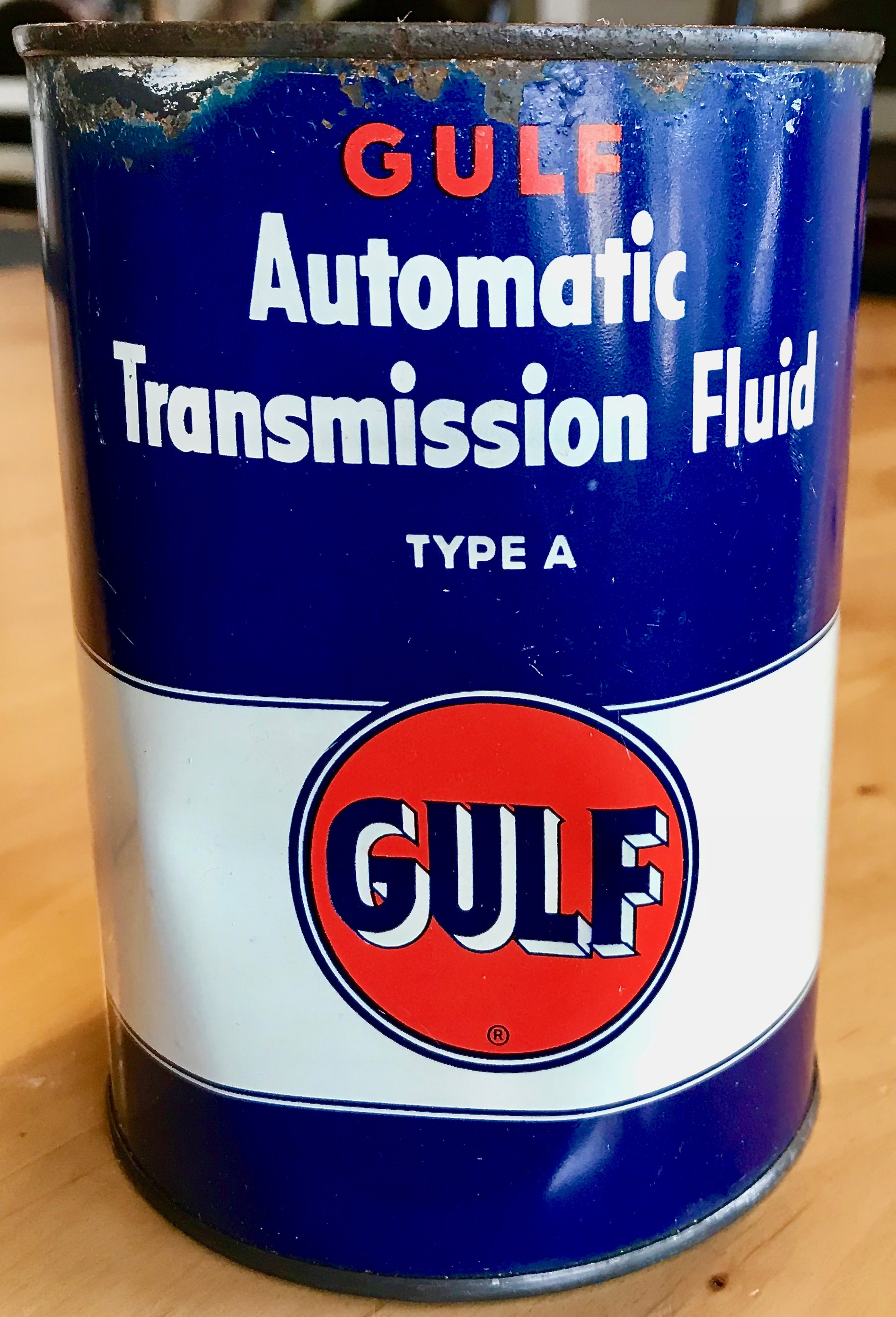

Es ist wichtig zu verstehen, dass jedes Automatikgetriebe, das von einem beliebigen Fahrzeughersteller hergestellt wird (Oldsmobile, Cadillac, Buick, Chevrolet, Pontiac, GMC, Ford, Mercury, Lincoln, Chrysler, Dodge, Desoto, Packard und Studebaker), GM-Getriebe der Baujahre 1949–1958 die Öle vom Typ „A“ verwenden.
1950, 11 Jahre danach brachte General Motors (GM) das Hydra-Matic 4-Gang-Automatikgetriebe heraus und sein besonderes Hydra-Matic-Automatikgetriebeöl (siehe Dexron). Ford hatte 1951 sein erstes vollautomatisches Fordomatic 3-Gang-Getriebe angeboten. Dieses neue vollautomatische Getriebe verwendete Öl vom Typ GM-Typ-„A“. Ford und Hunderte anderer Wiederverkäufer wurden lizenzierte Wiederverkäufer des GM-Typ-„A“-Öls mit einer Ausrüsterqualifikationsnummer. Das Öl vom Typ „A“ wurde unter dem Markennamen Ford vertrieben.
Diese Flüssigkeit wurde erstmals in folgenden Getrieben eingesetzt:
- 1951 Fordomatic (Borg-Warner FX) 3-Gang-Automatik
- 1954 Criuseomatic (Borg-Warner MX) 3-Gang-Automatik
- 1955 Lincoln TurboDrive 3-Gang-Automatik
- 1957 Ford Transmatic Drive 6-Gang-Automatik für mittelschwere und schwere Lkw
- 1958 Cruise-O-Matic 3-Gang-Automatik
- 1958 Edsel Mile-O-Matic 3-Gang-Automatik
- 1958 Mercury Multi-Drive
- 1958 Lincoln TurboDrive 3-Gang-Automatik

#### 1959 – Ford Flüssigkeit vom Typ „A“
Im Jahr 1959 veröffentlichte Ford seine eigene Typ-A-Automatikgetriebeflüssigkeitsspezifikation (M2C33-A) und stellte die Übernahme der GM-Ölspezifikationen für die eigenen Getriebe ein. Das Ford M2C33-A-Öl hatte das Suffix „A“ vom GM-Typ „A“. Die Lebensdauer der Getriebeöl war ziemlich kurz und häufige Getriebeölwechsel waren erforderlich. 

#### 1959 – Flüssigkeit vom Typ „B“
Im Jahr 1959 veröffentlichte Ford eine aktualisierte Spezifikation für das Automatiköl Typ B (M2C33-B). Das Ford M2C33-B-Öl erfüllte die Eigenschaften des Öls GM-Typ „A“. Wie bei der vorherigen Spezifikation war die Lebensdauer der Getriebeflüssigkeit ziemlich kurz und häufige Getriebeölwechsel waren erforderlich. 

#### 1960 – Flüssigkeit vom Typ „D“

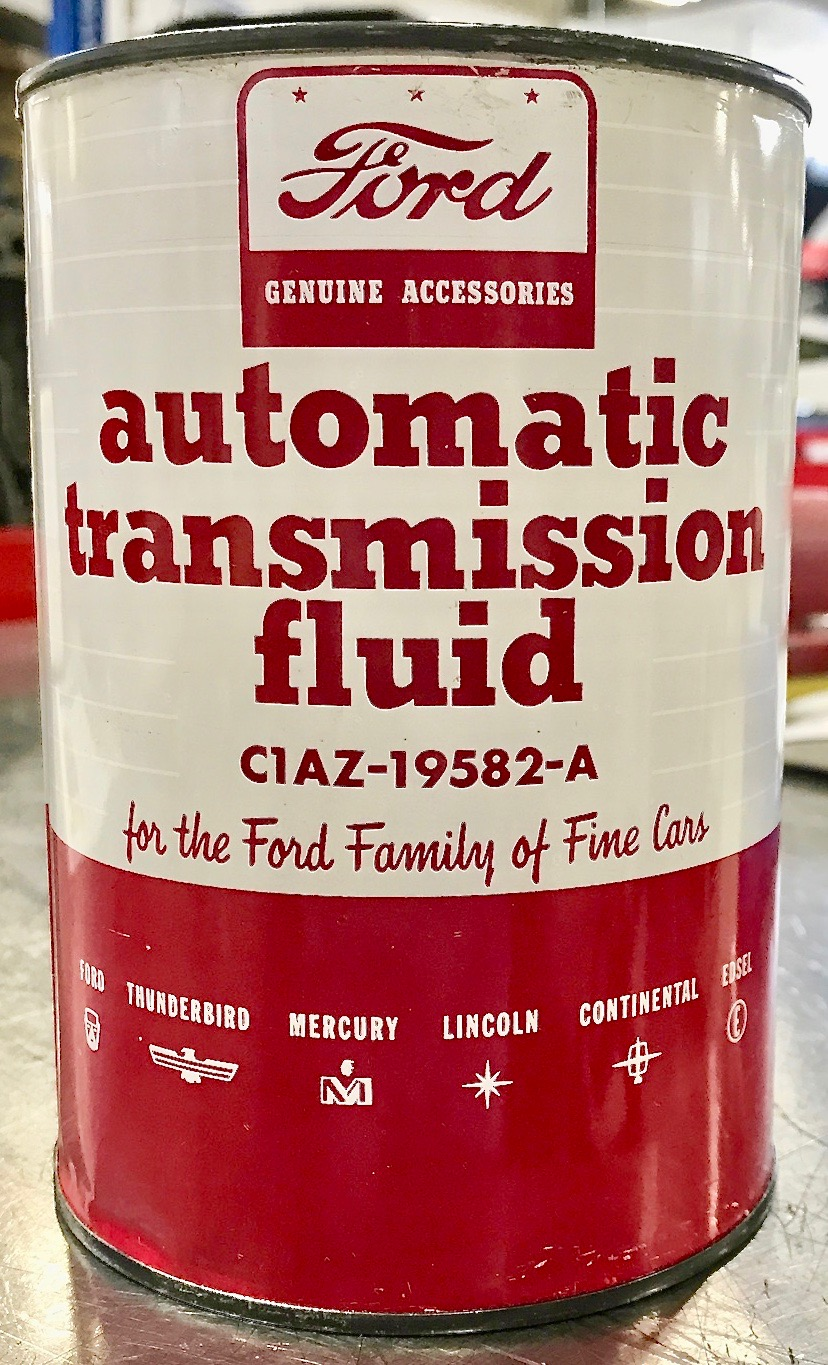
August 1960 Ford Type D ATF

1960 führte Ford die Typ-D-Spezifikation (M2C33-D) für den Einsatz von Betriebsflüssigkeiten in Fahrzeugen des Modelljahrs 1960 ein. Diese Änderung der Ölspezifikation führte auch zu besserem Oxidationverhalten, besserer Verschleißfestigkeit und höheren statischen Kapazitäten. Die Oxidationseigenschaft des Öls wurde mit einem neuen Merc-O-Matic-Oxidationstest gemessen.
Diese Flüssigkeit wurde erstmals in folgenden Getrieben eingesetzt:
- 1964 C-4 3-Gang-Automatik
- 1966 C-6 3-Gang-Automatik
- 1968 FMX 3-Gang-Automatik

#### 1967 – Flüssigkeit vom Typ „F“

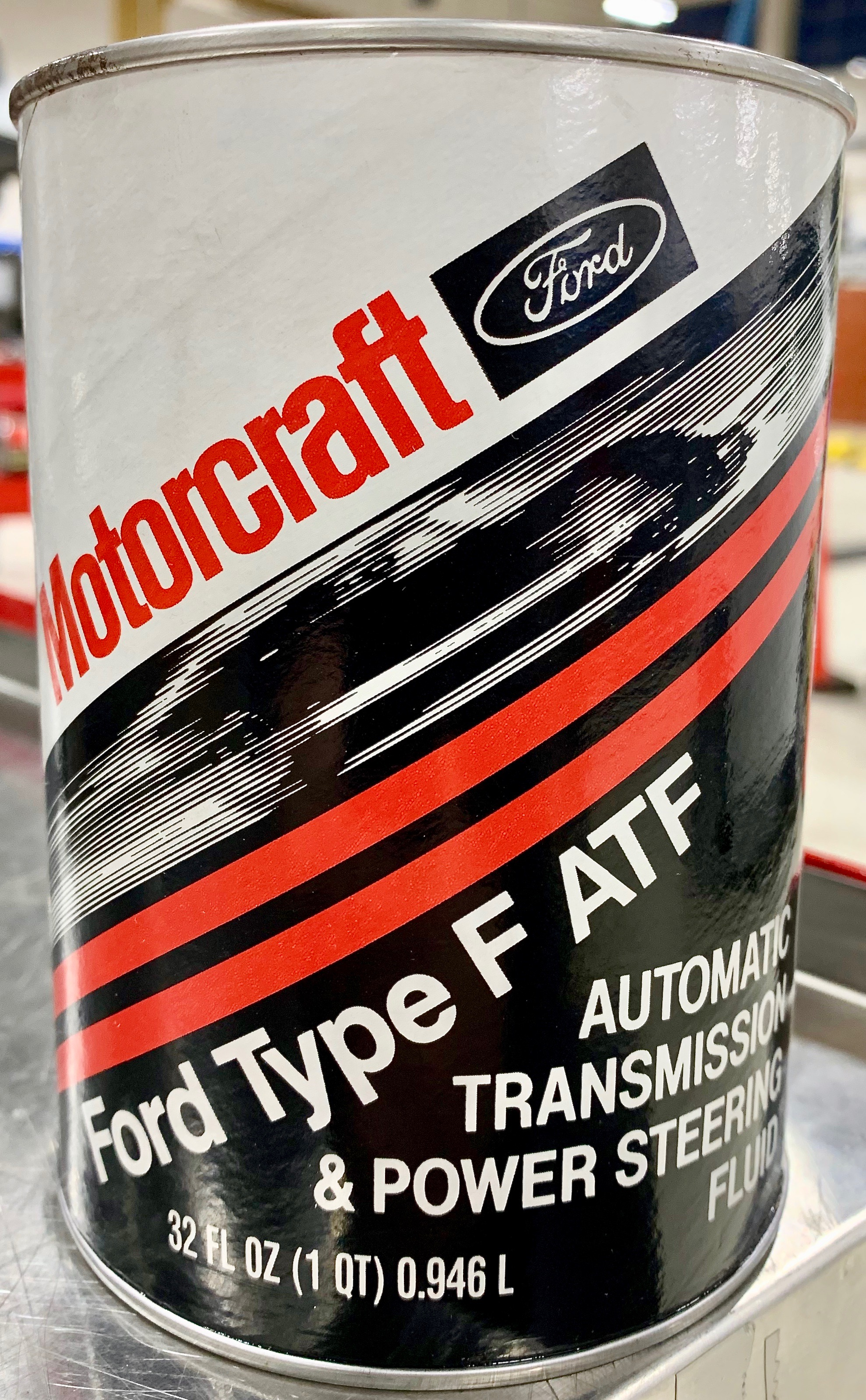
1981 Ford ATF Typ F, Ford Lizenz Nr. 2P-800512

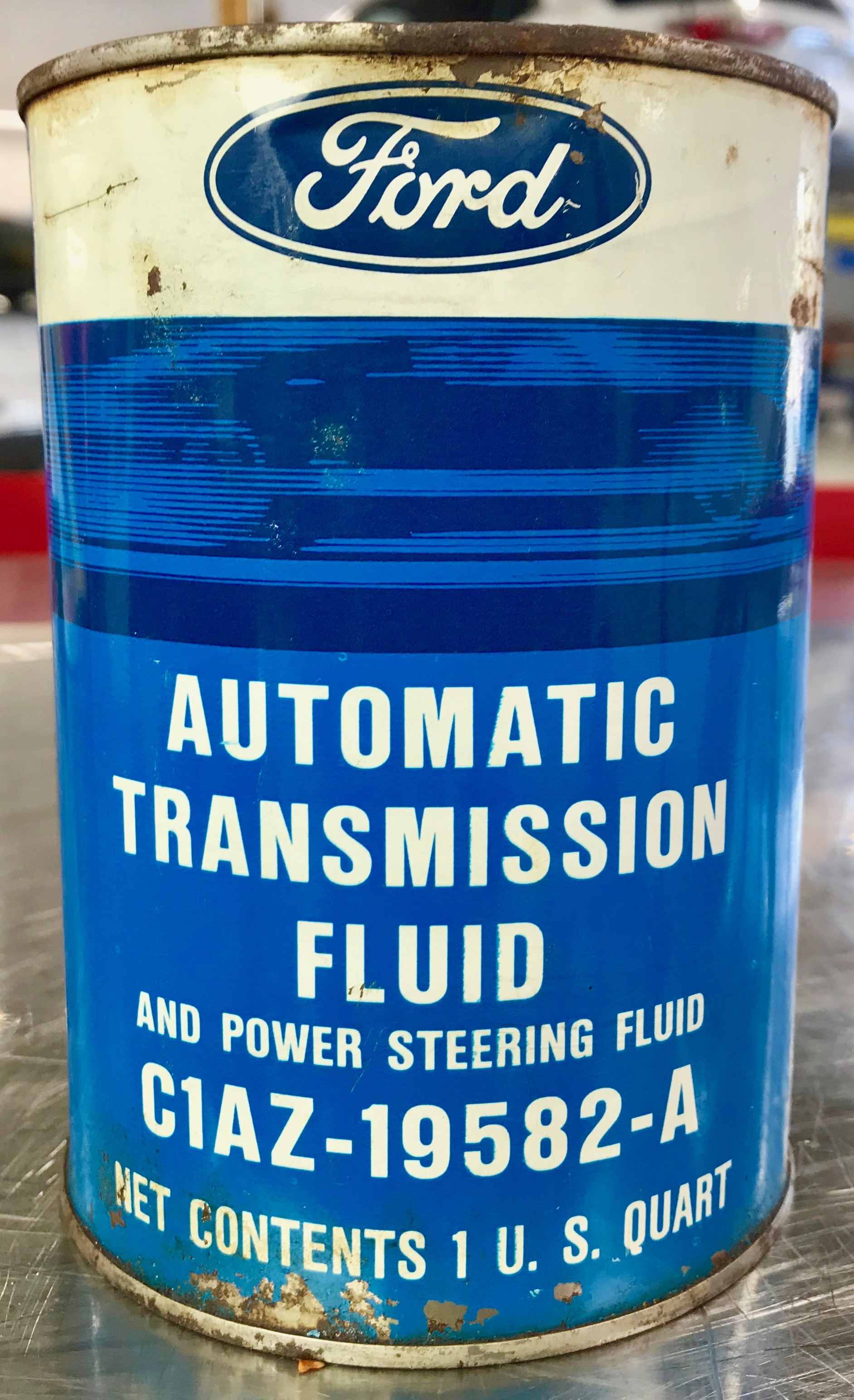
1967 Ford ATF Typ F, Ford Lizenz Nr. 2P-600110

Im Jahr 1967 führte Ford eine neue Spezifikation für Flüssigkeiten ein, die Flüssigkeit vom Typ-F (M2C33-F). Diese Flüssigkeit lieferte einen hohen statischen Reibungskoeffizienten, der zu einem rauen Schalten führte. Die Spezifikation der Öle vom Typ F sollten ein „Lifetime“-Öl sein, das niemals erneuert werden muss. Es war das erste von vielen Lifetime-Ölen von Ford. Im Ford Werkstatthandbuch von 1974 heißt es: „Das Automatikgetriebe ist werkseitig mit ‚Lebensdauermedium‘ befüllt. Wenn Flüssigkeit nachgefüllt oder ersetzt werden muss, müssen Flüssigkeiten verwenden, die der Ford-Spezifikation M2C33F entsprechen.“ 

#### 1972 – Flüssigkeit vom Typ „G“
Im Jahr 1972 führte Ford in Europa eine neue Ölspezifikation ein, die Typ-G-Flüssigkeit (M2C33-G). Dieses Öl wurde bis 1981 verwendet.
Dieses Öl wurde erstmals in folgenden Getrieben eingesetzt:
- Borg-Warner 35 Automatikgetriebe und dessen Varianten

#### 1974 – Flüssigkeit vom Typ „CJ“

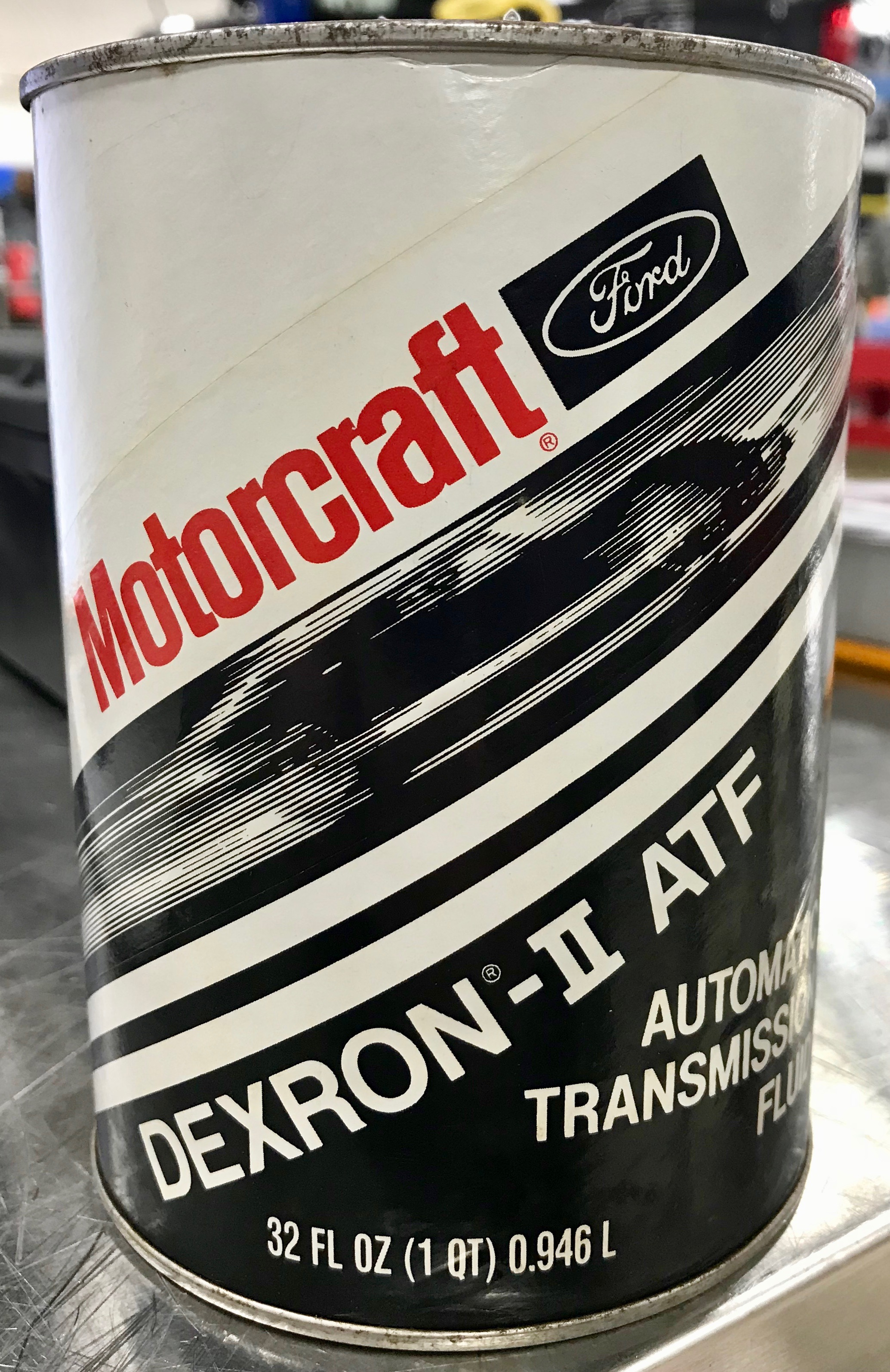
1981 Ford Typ CJ, Dexron-II(D), Dexron (B), Typ „A“ Suffix „A“ Fluid (All Licensed)

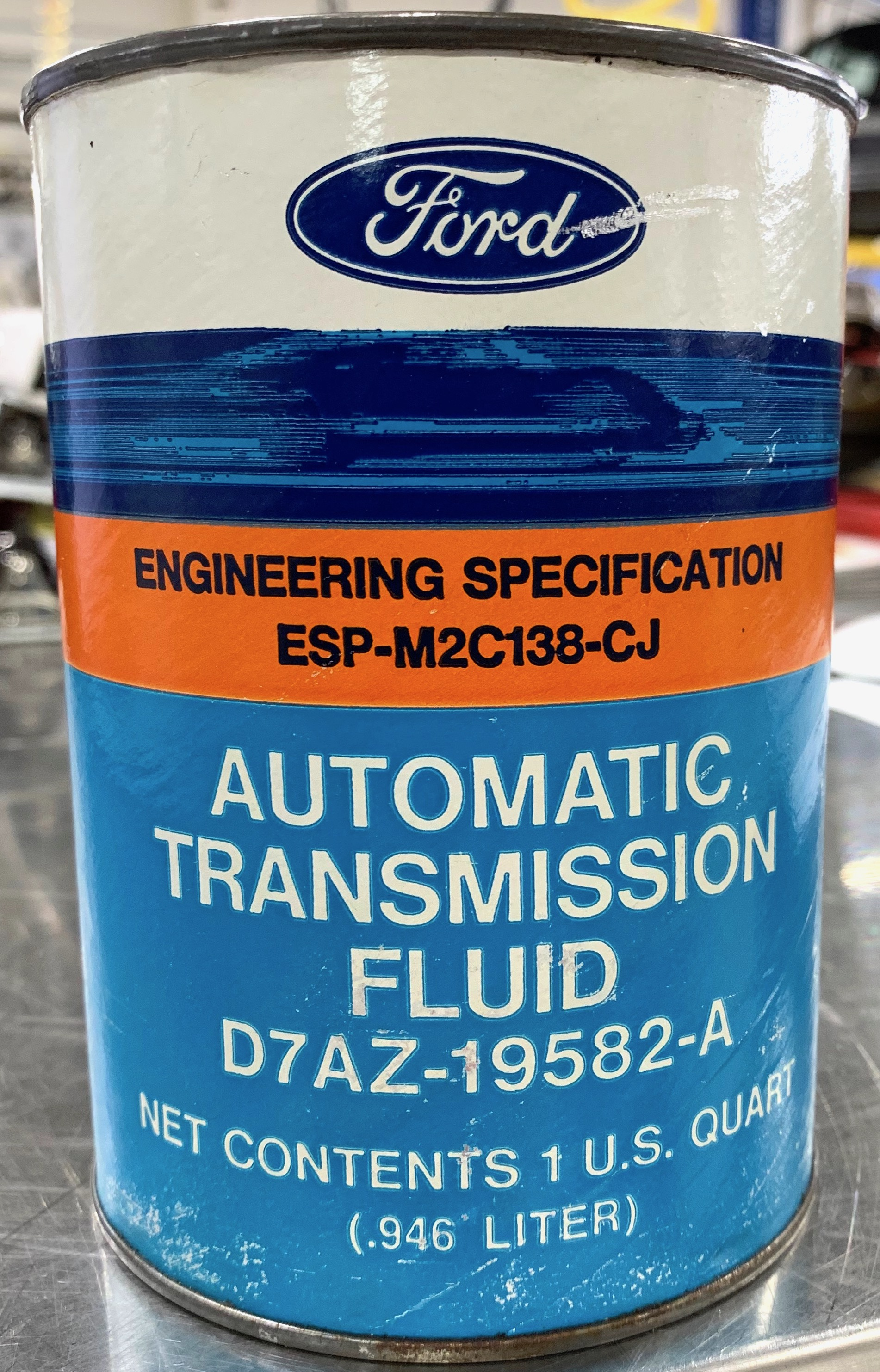
1977 Ford ATF Typ CJ

Im September 1974 führte Ford die neue Spezifikation für Typ-CJ-Öle (M2C138-CJ) ein. Dieses Öl sorgte für ein sanfteres Schalten und weniger Zahngeräusche durch höhere dynamische Reibeigenschaften. Die Ford-Typ-CJ-Ölspezifikation entsprach auch der GM Dexron-II (D) und vorhergehende Spezifikationen. Ford war ein lizenzierter Hersteller von GM Dexron-II (D).
Diese Kompatibilität könnte bedeuten, dass alle Mercon-Öle von Ford mit Dexron kompatibel sind, was nicht richtig ist. Verwendet werden muss immer die vom Hersteller empfohlene Öl für das Getriebe. (Siehe unten, Abschnitt Aftermarket Automatikgetriebeöle)
Diese Flüssigkeit wurde erstmals in folgenden Getrieben eingesetzt:
- 1974 C-3 3-Gang-Automatik im Pinto
- 1978 ATX 3-Gang-Automatik
- 1980 ATX 3-Gang-Automatik mit zentrifugal gekuppelter Kupplung (CLC) im Drehmomentwandler
- 1980 Jatco 3-Gang-Automatik
- 1980 ATX 3-Gang-Automatik mit einer Fluid Linked Clutch (FLC) im Drehmomentwandler
- 1980 AOD 4-Gang-Schnellgang-Automatik mit Drehmomentwandler-Bypass (Fords erster vierter Schnellgang)
- 1983 ZF-4HP33 4-Gang-Schnellgang-Automatik (Dexron-II (D))

#### 1981 – Flüssigkeit vom Typ "H"

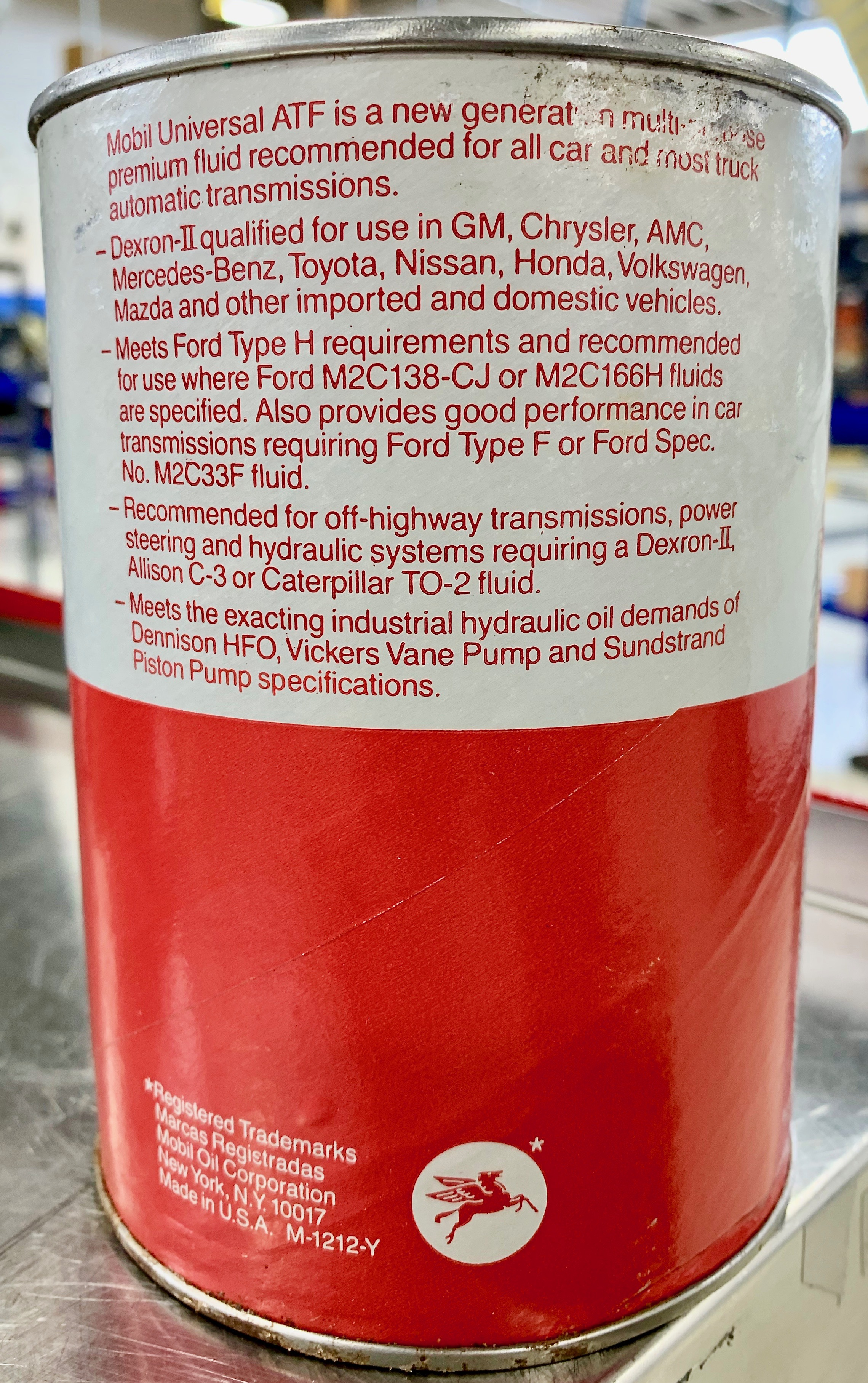
Lizenz Nr. D-21685 / Unlizenzierte ATF Ford Typ-H

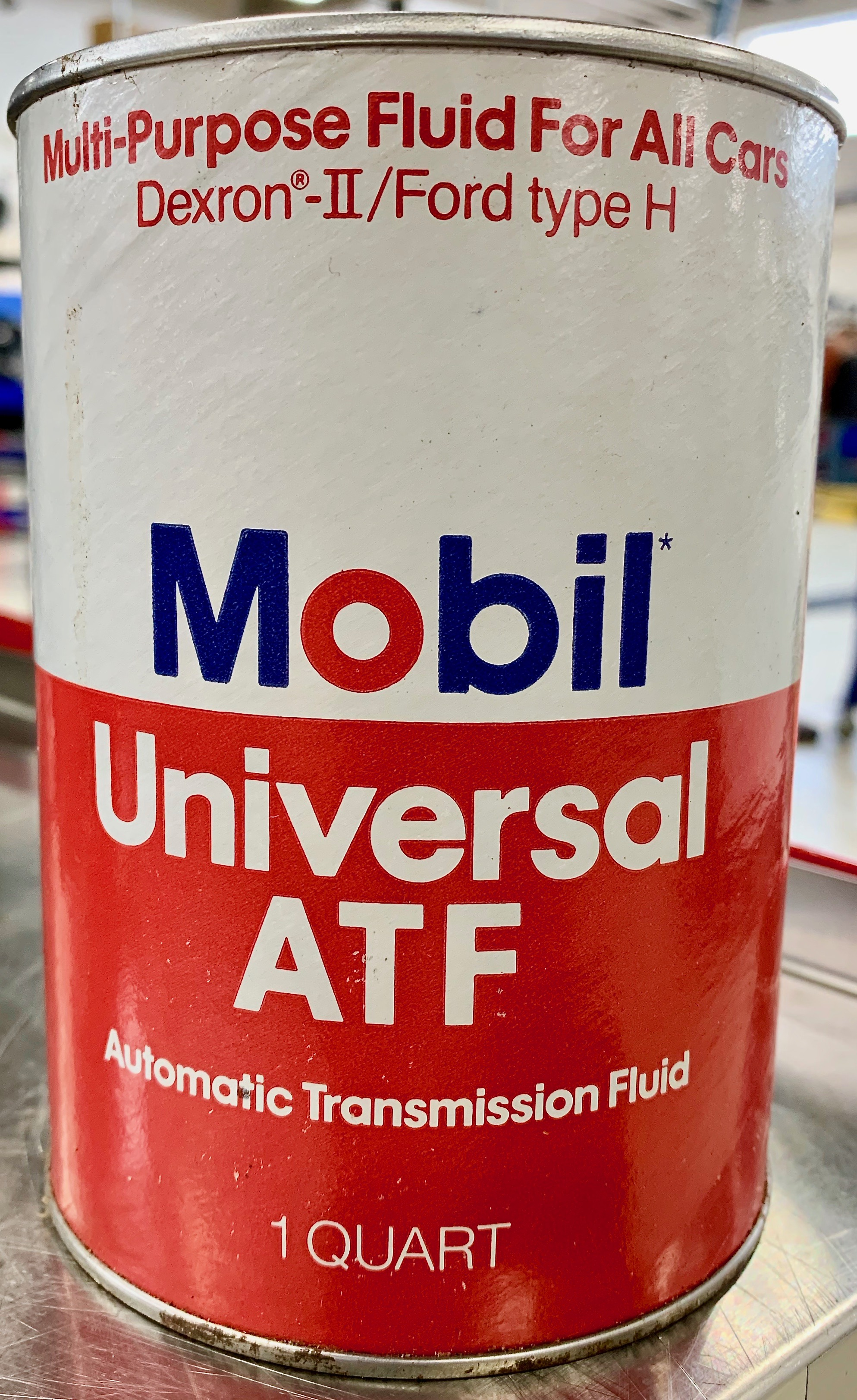
Mobil Universelles Dexron-II(D)

Infolge des Ölembargos der OPEC im Jahr 1973 und der Verknappung von Treibstoffen hat die US-Regierung 1975 die Regelung Corporate Average Fuel Economy (CAFE) erlassen. Die Regelungen sollten bis zum Modelljahr 1978 vollständig umgesetzt werden. Die Automobilindustrie reagierte mit drei normalerweise ungenutzten Übertragungstechnologien:
1. Ein 4. Gang (Overdrive)
2. Eine hydrodynamische Drehmomentwandler-Kupplung / (Torque Converter Clutch, TCC)
3. Vorderradantrieb (FWD).

Die Einführung des TCC führte zu Kundenbeschwerden über ein Flattern beim Fahren. Alle Fahrzeughersteller hatten Änderungen an ihren ATF-Spezifikationen und den Steuerungen ihres TCC vorgenommen, um das Problem zu beheben. GM veröffentlichte 1978 die Dexron-II-(D)-Spezifikation, Chrysler die ATF+2-Spezifikation im Jahr 1980 und Ford kam mit der Typ-H-Spezifikation (M2C166-H) im Juni 1981.
Die Flüssigkeitsspezifikation Typ H ermöglichte verbesserte Reibungseigenschaften in Drehmomentenwandlerkupplungen (Verringerung der Erschütterung beim Aufbringen und Lösen). Mit dieser neuen Spezifikation führte Ford den Aluminiumbecher-Oxidationstest (ABOT) ein, der den älteren Merc-O-Matic-Oxidationstest ersetzte.
Die Ford-Typ-H-Flüssigkeit war mit den Spezifikationen von GM Dexron II (D) kompatibel. Diese Kompatibilität kann für einige aber nicht alle Flüssigkeiten bedeuten, dass Fords, Mercon und GM Dexron kompatibel sind. Verwendet muss immer die vom Hersteller empfohlene Flüssigkeit für das Getriebe. (Siehe unten, Abschnitt Aftermarket Automatikgetriebeöle)
Diese Flüssigkeit wurde erstmals in folgenden Getrieben eingesetzt:
- 1982 C-5 (C4 mit Drehmomentwandler-Kupplung (TCC)) 3-Gang-Automatik
- 1985 A4LD (C3 mit Overdrive) 4-Gang-Automatik
- 1986 AXOD 4-Gang-Automatik
- 1986 Elektronisches 4-Gang-Automatik A4LD

### MERCON Flüssigkeiten ab 1987

#### 1987 – MERCON

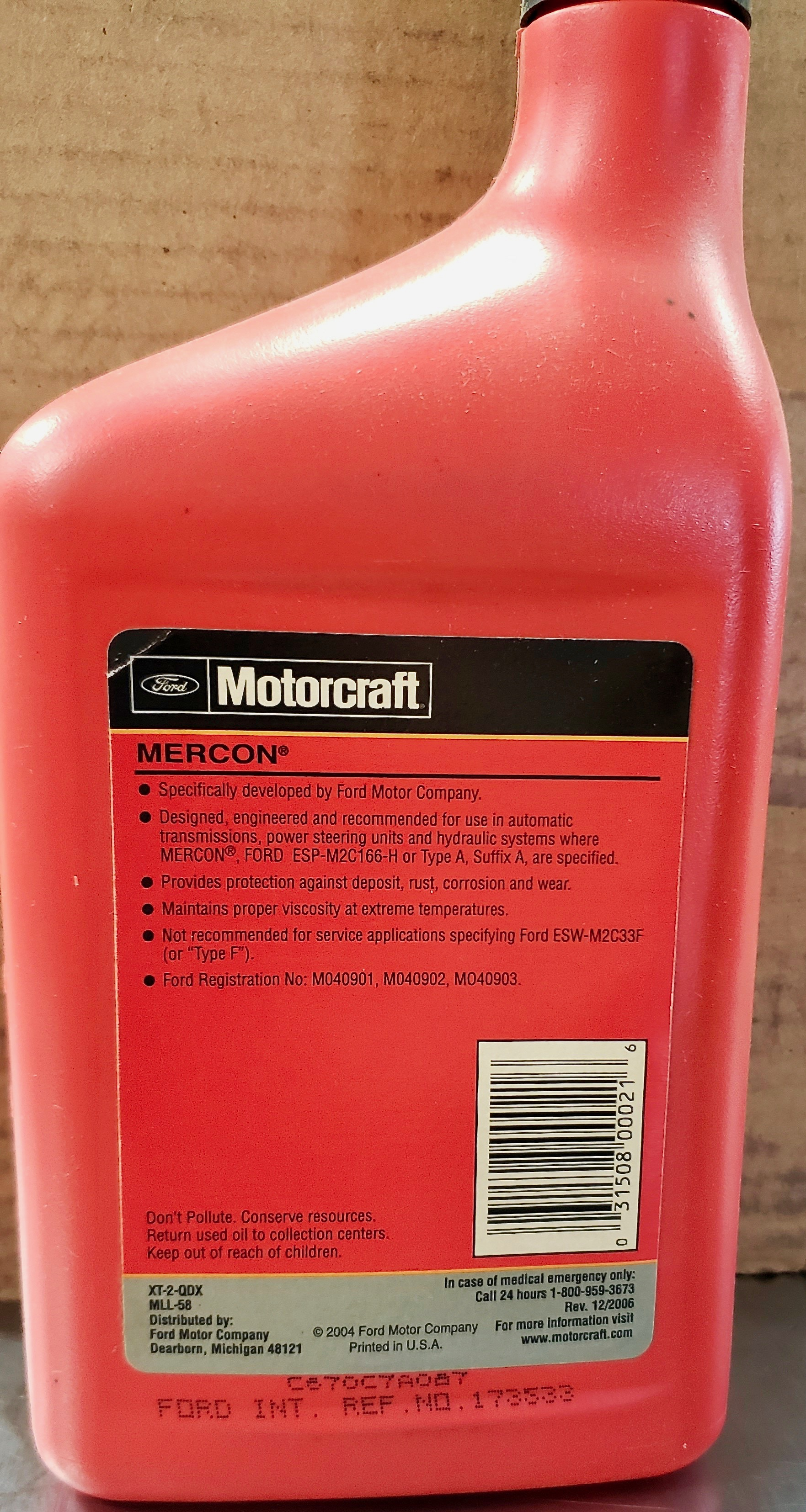
Kanister von 2004 Lizenzkennung: M040901

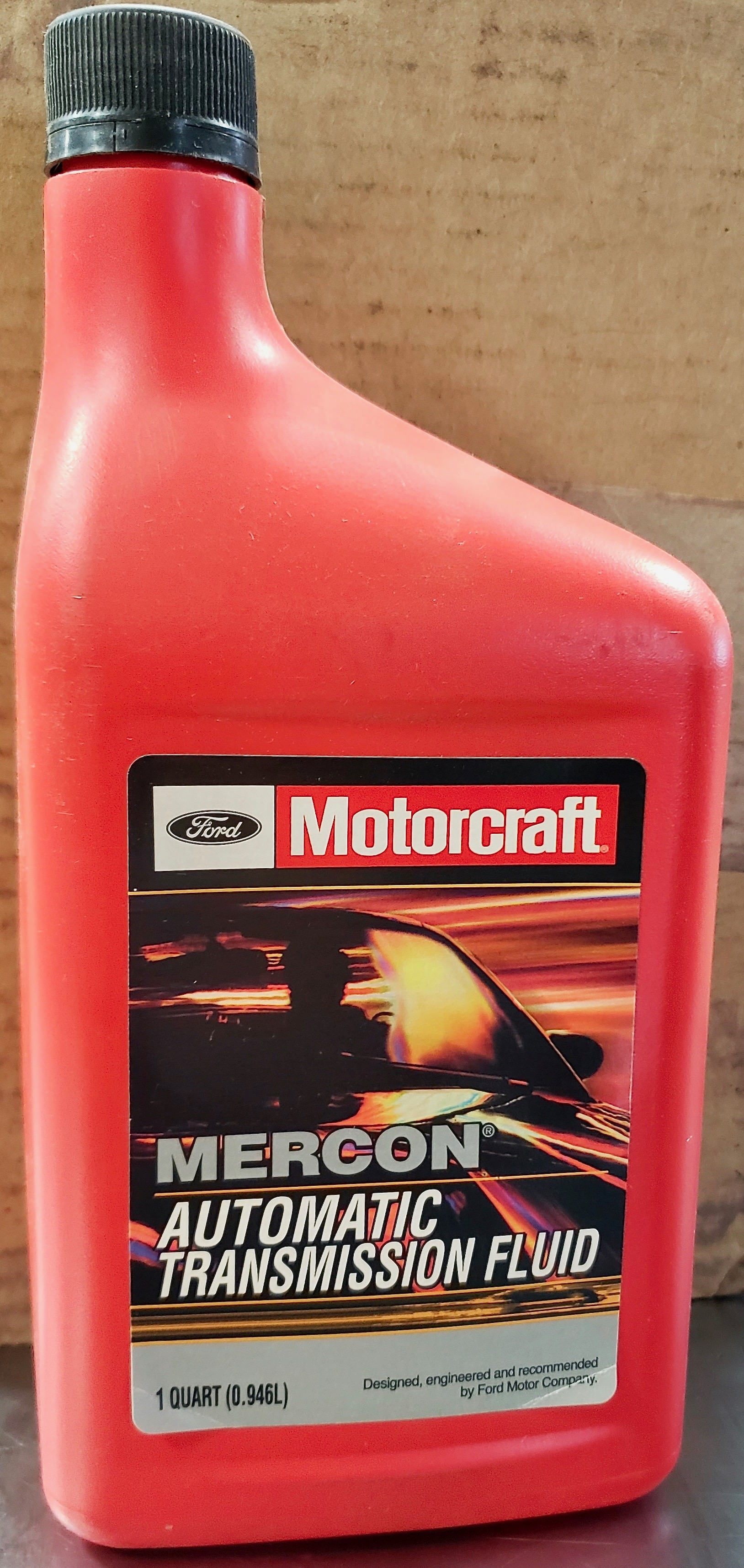
Original Mercon ATF nach 1987

Im Januar 1987 veröffentlichte Ford die ursprüngliche Spezifikation von Mercon (M2C185-A). Mercon wurde mit der Qualifizierung und Lizenzierung von Flüssigkeiten ein Markenzeichen für Flüssigkeiten, um die Qualität auf dem Markt sicherzustellen. Diese ursprüngliche Mercon-Spezifikation war abwärtskompatibel mit der Ford-Typ-H-Flüssigkeit von 1981 und dem GM-Typ „A“ von 1958.
Kompatibilität: Diese Version von Mercon war mit GMs Dexron-II (D) kompatibel und spätere Formulierungen waren mit Dexron-III (H) kompatibel. Zukünftige Versionen von Mercon (Mercon V, Mercon SP, Mercon LV, Mercon ULV) sind jedoch nicht mit GMs Dexron III (H) oder einer neueren Version von Dexron (Dexron-VI, Dexron HP, Dexron ULV) kompatibel.
Diese Flüssigkeit wurde erstmals in folgenden Getrieben eingesetzt:
- 1989 E4OD (C-6 mit Overdrive) Fords erstes elektronisches 4-Gang-Automatik
- 1990 4EAT-G Mazda 4-Gang-Automatik
- 1990 F-4EAT 4-Gang-Automatik
- 1990 XOD-E 4-Gang-Automatik
- 1992 AOD-E (Electronic AOD) 4-Gang-Automatik
- 1993 AOD-EW/4R70W 4-Gang-Automatik
- 1994 AX4S 4-Gang-Automatik
- 1994 CD4E Batavia 4-Gang-Automatik
- 1995 AX4N/4F50N 4-Gang-Automatik
- 1995 4R44E 4-Gang-Automatik
- 1995 4R55E 4-Gang-Automatik
- 1997 5R44 (Das erste 5-Gang-Automatikgetriebe von Ford)
- 1997 5R55 5-Gang-Automatik

#### 1996 – MERCON V

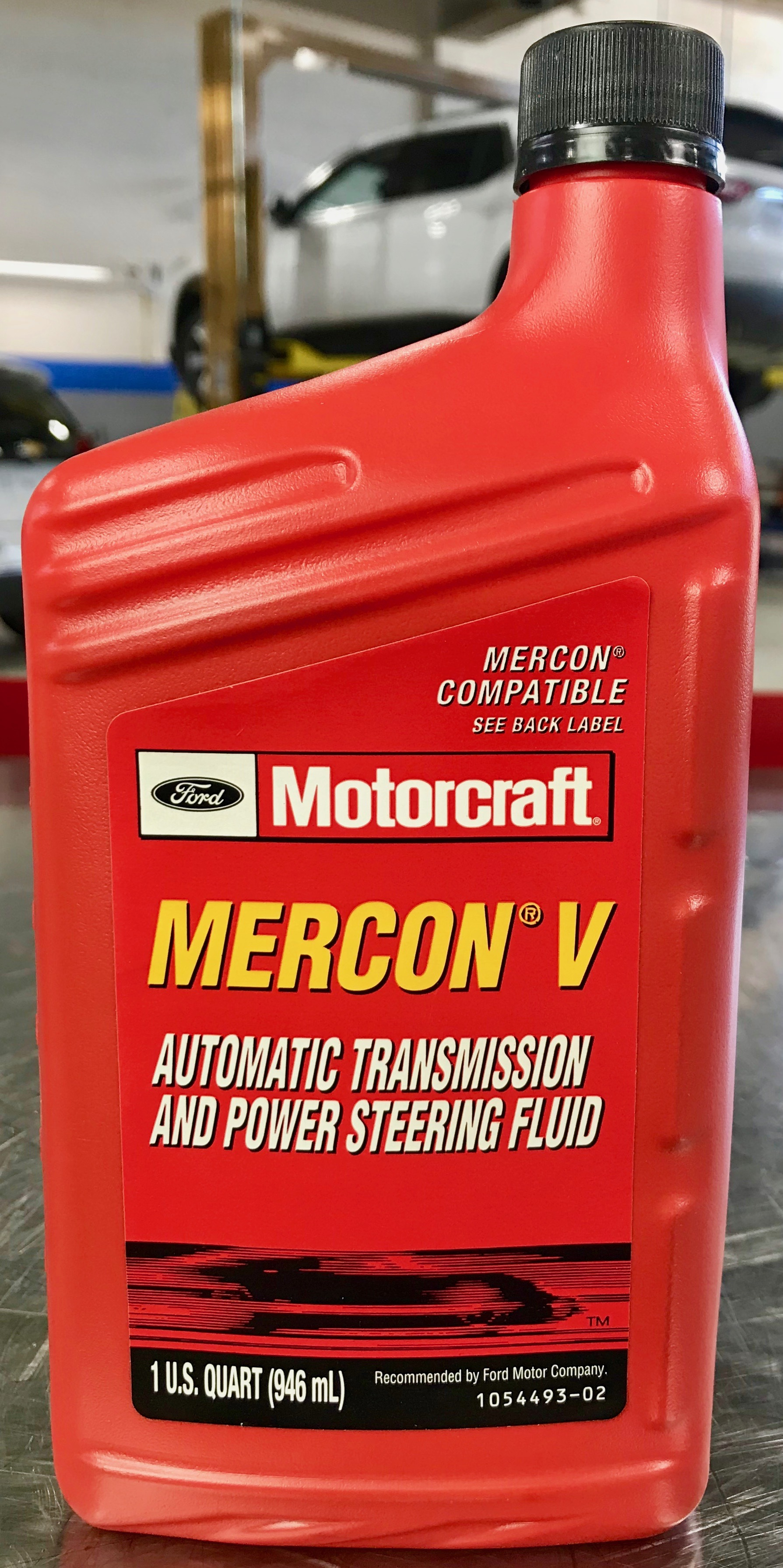
ATF Mercon V. Mercon Lizenz Nr. M5091101

1996 veröffentlichte Ford die Mercon "V" -Flüssigkeitsspezifikation (M2C202-B). Das Ford Technical Service Bulletin (TSB) 06-14-04 besagt, dass Mercon „V“ die ursprüngliche Mercon-Flüssigkeit ersetzen soll.
Diese Flüssigkeit wurde erstmals in folgenden Getrieben eingesetzt:
- 1998 4R100 4-Gang-Automatik
- 2000 4F27E 4-Gang-Automatik

Die Mercon-Spezifikation „V“ wurde 2002 überarbeitet (M2C919-E). Diese überarbeitete Flüssigkeit wurde zuerst in den folgenden Getrieben eingesetzt:
- 2003 4R75E 4-Gang-Automatik
- 2003 4R75W 4-Gang-Automatik
- 2003 5R110W 5-Gang-Automatik

#### 2001 – MERCON SP

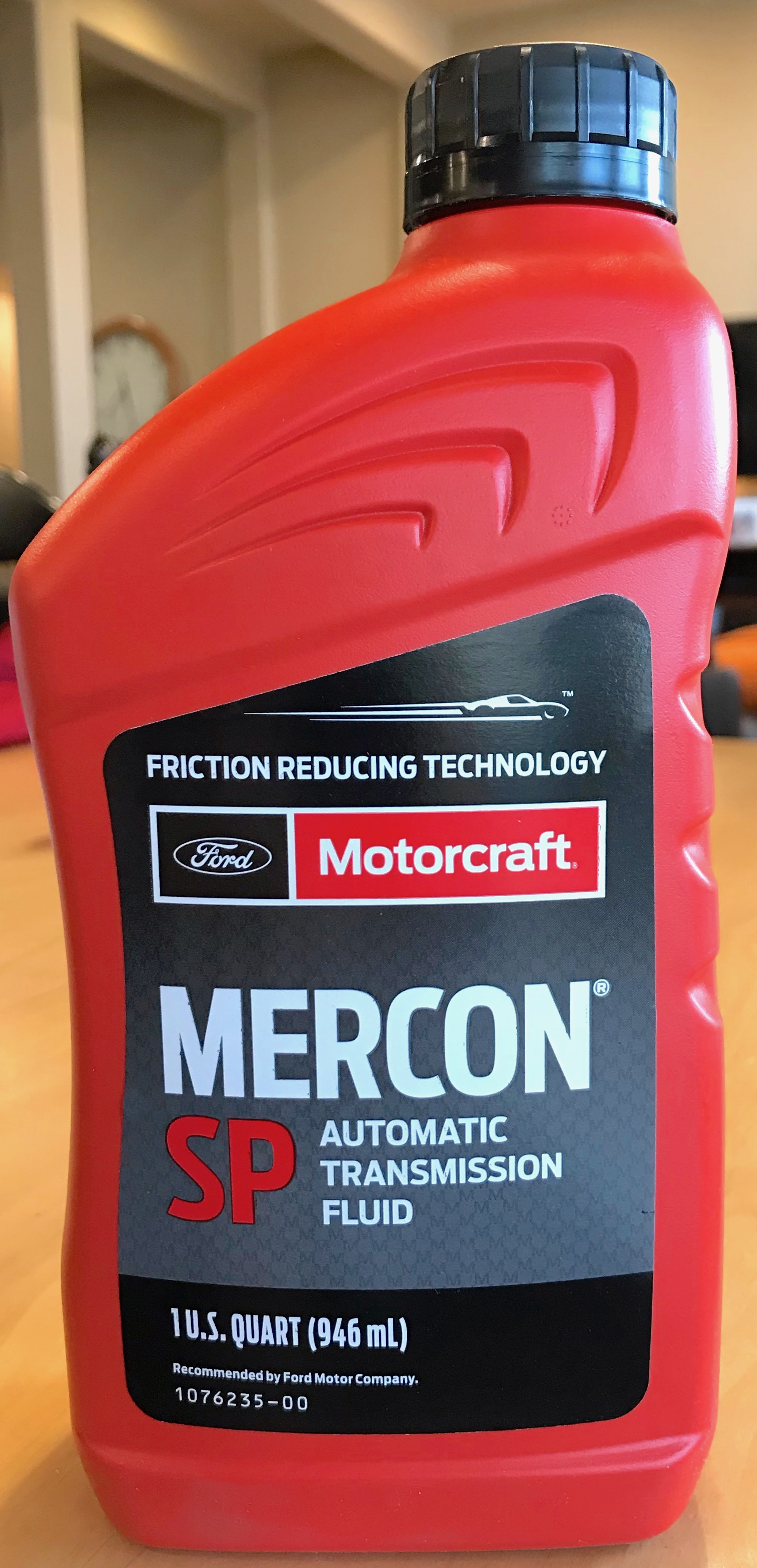
Mercon SP ATF. Mercon Lizenz Nr. MSP020201

Im August 2001 veröffentlichte Ford die Spezifikation „SP“ von Mercon (M2C919-D).
Die Ford SSM 21114 vom 26. November 2009 gibt an, dass Mercon Replace „SP“ bei Torqshift-Getrieben aus den Modelljahren 2003 bis 2008 durch Mercon LV ersetzt werden soll. Die SSM gilt nicht für das ZF 6HP26-Getriebe.
Diese Flüssigkeit wurde erstmals in folgenden Getrieben eingesetzt:
- 2001 5R110W Torque Shift 5-Gang-Automatik
- 2005–2008 ZF 6HP26 6-Gang-Automatik des Lincoln Navigator

#### 2005 – MERCON LV

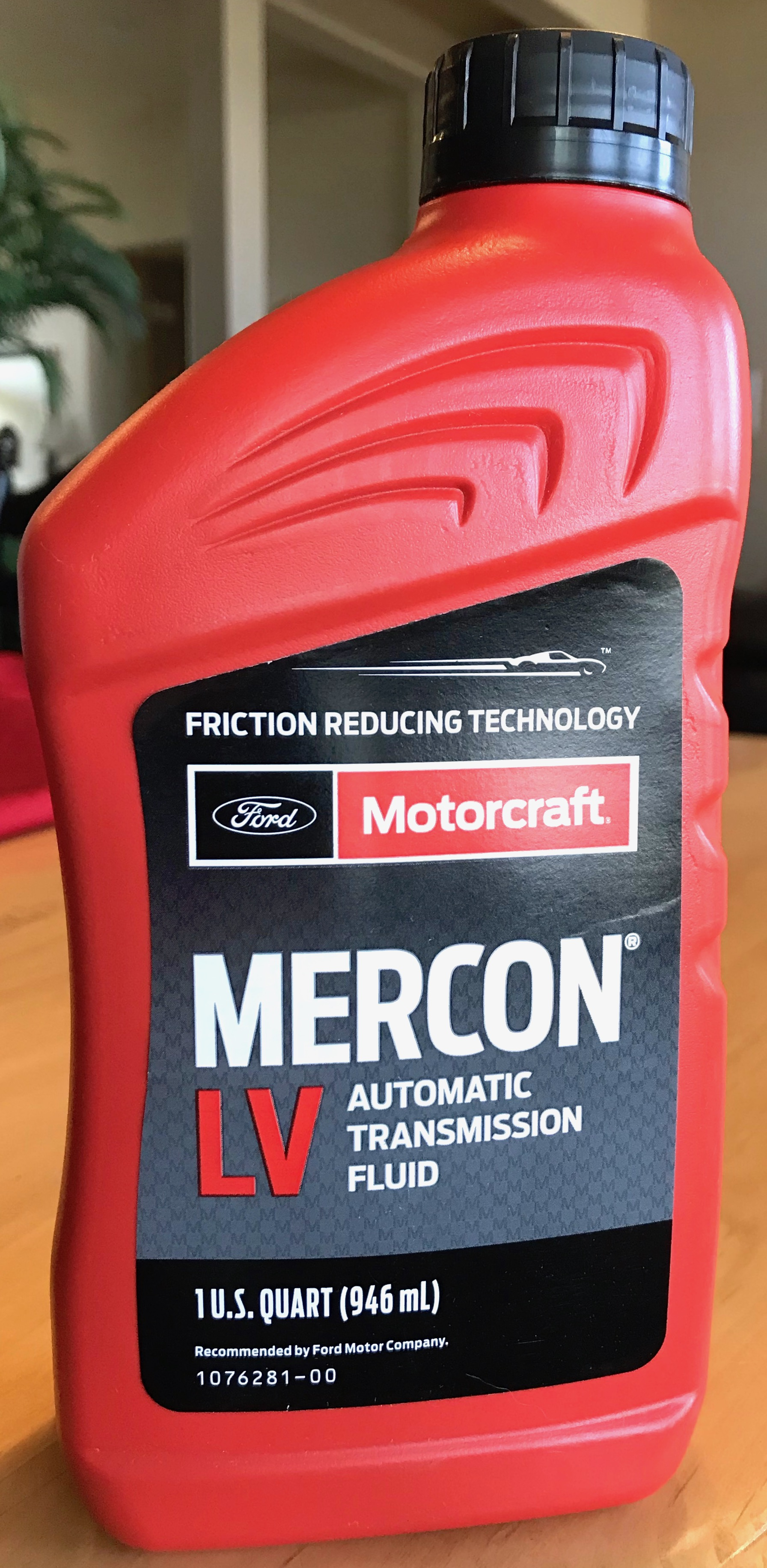
Mercon LV ATF. Mercon Lizenz Nr. MLV070701

Im Dezember 2005 veröffentlichte Ford die Spezifikation „LV“ von Mercon (M2C938-A).
Diese Flüssigkeit wurde erstmals in folgenden Getrieben eingesetzt:
- 2006 6R60 ZF 6-Gang-Automatik
- 2006 FNR5 Mazda 5-Gang-Automatik

Diese Spezifikation wurde 2007 für folgende Übertragungen überarbeitet:
- 2007 6F50 6-Gang-Automatik
- 2007 6R80 6-Gang-Automatik
- 2009 6F35 6-Gang-Automatik

Diese Spezifikation wurde 2010 erneut überarbeitet (M2C938-A2) und wurde für die Unterdrückung von Reibegeräuschen (Anti-Squawk) bei Kupplungen optimiert. Diese überarbeitete Flüssigkeit wurde zuerst in den folgenden Getrieben eingesetzt:
- 2011 6R140 6-Gang-Automatik
- 2013 HF-35 eCVT-Hybridantrieb[9]

#### 2014 – MERCON ULV

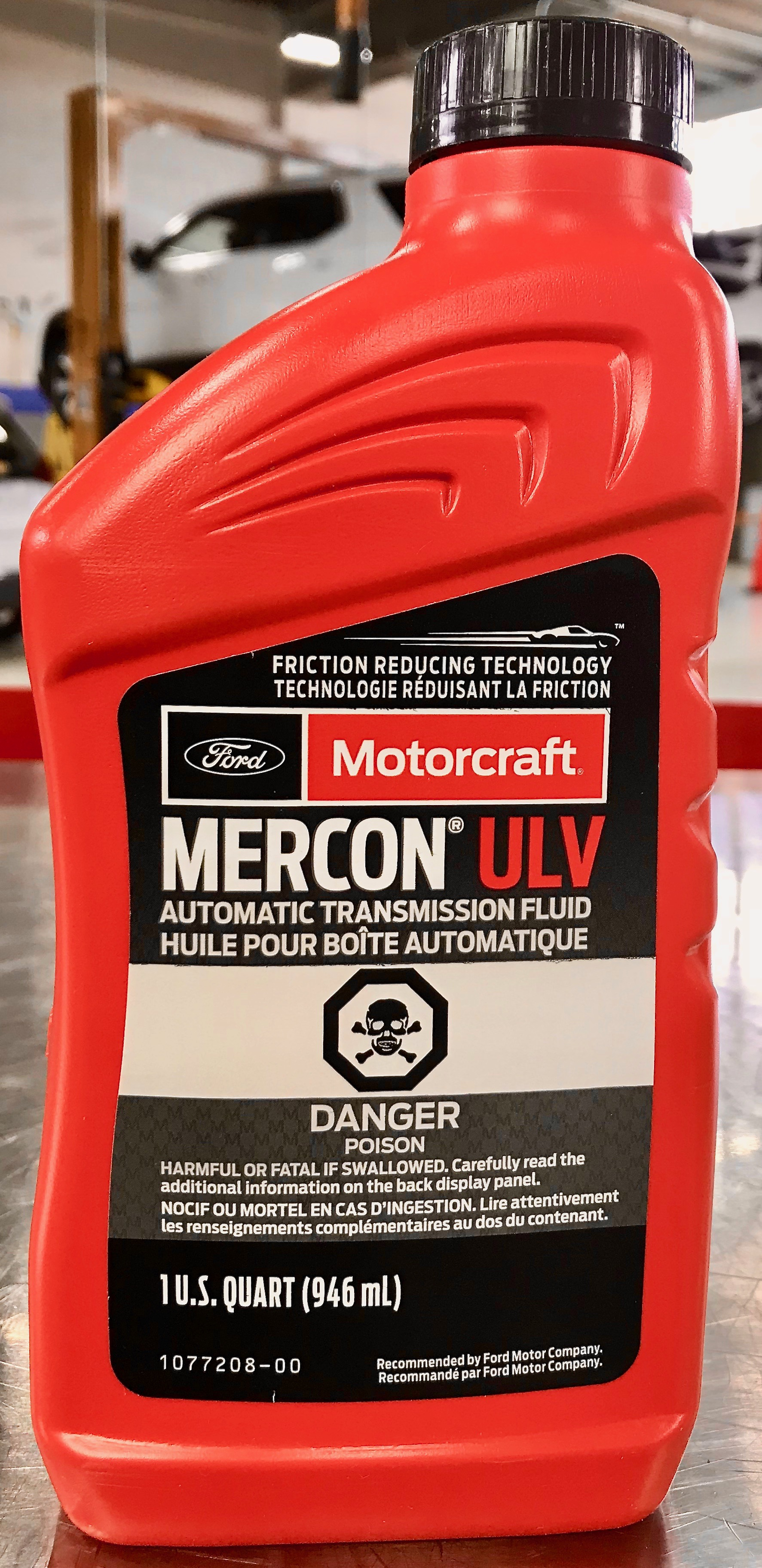
Mercon ULV ATF. Mercon Lizenz Nr. MULV160703

Die Fluidspezifikation für Mercon-ULV (Ultra-Low Viscosity) wurde am 2. Januar 2014 herausgegeben. Mercon ULV besteht aus einer Gruppe 3+ Basisöl und Zusätze, die für den ordnungsgemäßen Betrieb des Ford 10R80 von 2017 und darüber und des GM-10L90-Hinterradantriebs mit 10 Gängen erforderlich sind.
Dieses Getriebe und die Getriebeflüssigkeitsspezifikation wurden von Ford und GM gemeinsam entwickelt. Die derzeitige Spezifikation, die das Fluid definiert, ist FORD WSS-M2C949-A. Diese Flüssigkeit wird auch als Dexron ULV vertrieben.
Eigenschaften: Die Quart-Behälter von Mercon ULV müssen geschüttelt werden, um die Zusatzstoffe vor dem Gießen aufzurühren. Diese Flüssigkeit ist nicht rückwärtskompatibel mit älteren Flüssigkeiten.
Diese Flüssigkeit wurde erstmals in folgenden Getrieben eingesetzt:
- 2017 10R80 10-Gang-Automatik
- 2017 6F15 6-Gang-Antrieb
- 2017 6R100 6-Gang-Automatik

## Ford „Lifetime“ ATF
Der Ford von 1967 als Spezifikation der Flüssigkeit Typ-F sollte ein „Lifetime“-Öl, also ein Öl auf Lebenszeit definieren, die niemals erneuert werden müsste. Dies war die erste von vielen „Lifetime“-Ölen von Ford. Im Ford Autowerkstatthandbuch von 1974 heißt es: „Das Automatikgetriebe kommt ab Werk mit einer ‚Lebensdauerfüllung‘. Wenn Flüssigkeit nachgefüllt oder ersetzt werden muss, verwenden Sie nur Flüssigkeiten, die der Ford-Spezifikation M2C33F entsprechen.“ Viele andere Getriebehersteller folgten mit ihren eigenen „Lifetime“-Automatikgetriebeflüssigkeiten.

### Wie ATF eine „Lifetime“ (Lebensdauer) überdauern kann
Um zu verstehen, wie eine Flüssigkeit ein "Leben" halten kann, eine Studie des Chrysler von 1939 Fluid Drive Fluid ist hilfreich. Die Ausgabe des Lubrication Magazine vom November 1954 (herausgegeben von The Texas Company, später als Texaco bekannt) enthielt eine Geschichte mit dem Titel "Evolution des Chrysler PowerFlite-Automatikgetriebes". Dieser Artikel beschreibt die im Chrysler Fluid Drive von 1939 verwendete Flüssigkeit und die nachfolgenden Überarbeitungen und Verbesserungen bis 1954.
Ein Abschnitt des Merkmals beschreibt die Schmierung der Fluidkupplung des Fluid Drive, heißt es „Die Nasskupplung ist teilweise mit Mopar Fluid Drive Fluid gefüllt, einem speziellen hochraffinierten reinen Mineralöl mit einer Viskosität von etwa 185 SUS bei 100 °F [37,7 °C], ausgezeichneter inhärenter Oxidationsstabilität, hohem Viskositätsindex (100), hervorragender Fähigkeit zu Luft schnell abweisen, sehr niedriger natürlicher Fließpunkt (−25 °F [−31,6 °C]), Fähigkeit, das Führungskugellager und die Dichtungsoberfläche ausreichend zu schmieren, und Neutralität gegenüber dem Dichtungsbalg.
Die Flüssigkeit arbeitet unter nahezu idealen Bedingungen in einem im Wesentlichen hermetisch verschlossenen Gehäuse, Die anfänglich vorhandene kleine Menge Luftsauerstoff wird durch eine harmlose Reaktion mit dem Fluid entfernt, um eine restliche inerte (Stickstoff)-Atmosphäre zu hinterlassen. Infolgedessen war es nicht notwendig, die Flüssigkeit zu entleeren und auszutauschen. Die Empfehlung zur Überprüfung des Niveaus wurde sukzessive von den ursprünglich 2.500 Meilen auf 15.500 Meilen [4000 bis 25000 km] und schließlich bis ‚niemals‘ – oder der gesamten Lebensdauer des Autos – erweitert.
Da Abläufe und Füllstandskontrollen nicht nur unnötig waren, sondern häufig auch schädlich  (durch das Einleiten von weiterer Luft und Schmutz durch das Zerstörenden des Siegels) waren, setzte Chrysler schließlich die verführerischen Füllstandsprüfschrauben ab. Dieser Mechanismus ist daher einer der wenigen, die tatsächlich für die Lebensdauer des Autos geschmiert sind. Es gibt mittlerweile unzählige Beispiele für Kupplungen, die ohne jegliche Aufmerksamkeit weit über 100.000 Meilen [161 tkm] gearbeitet haben und sich noch im einwandfreien Zustand befanden, als das Auto stillgelegt wurde.“ Die von Chrysler mit seinen Fluid-Antrieben gelernte Lektion gilt auch für moderne Automatikgetriebe.

### Versiegelte Getriebe

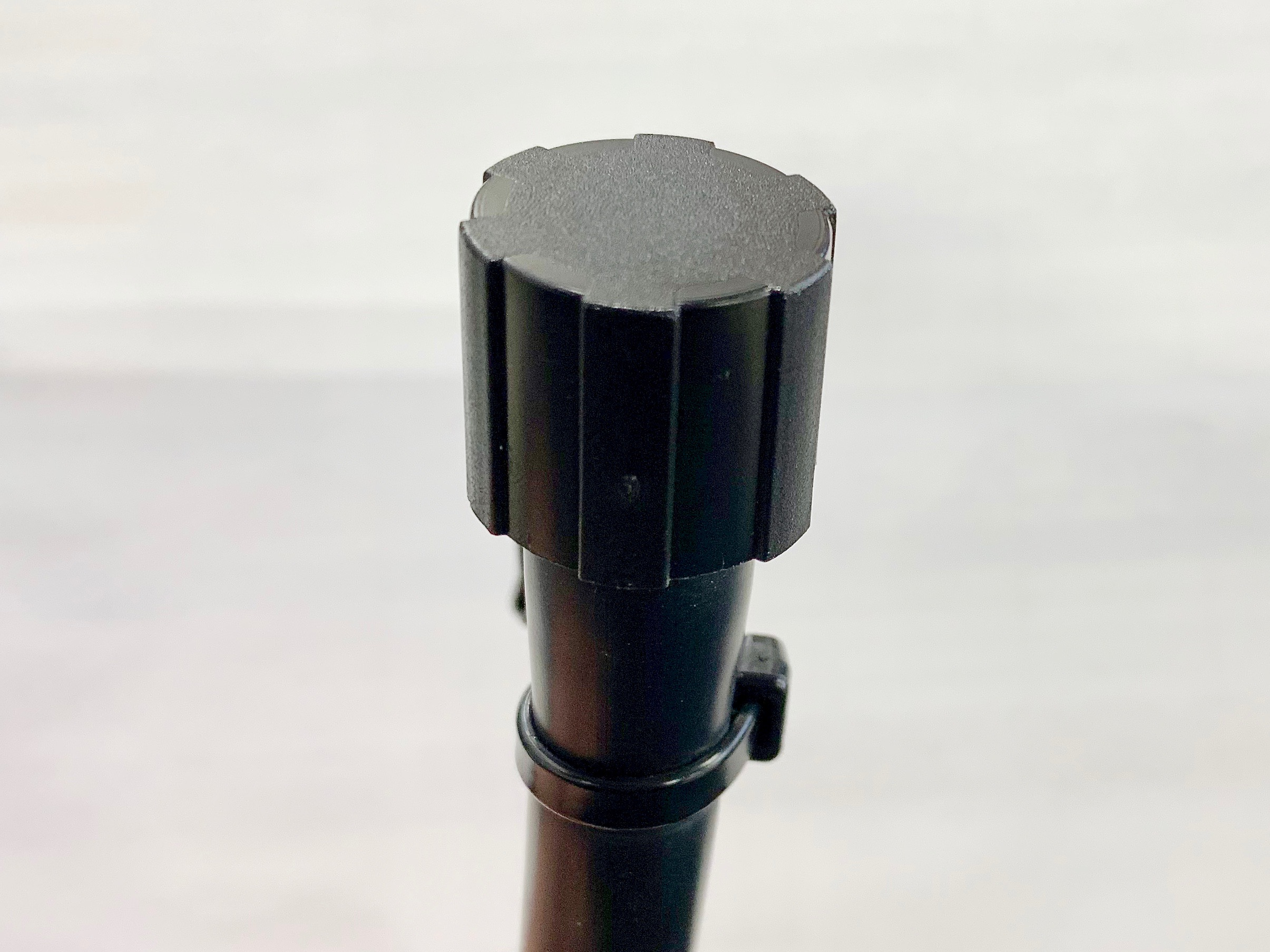
Regenschirmartiger Entlüfter verhindert die Wasseraufnahme

Jedes Automatikgetriebeöl hält länger, wenn das Getriebegehäuse hermetisch abgeschlossen sein könnte, aber Getriebe haben normalerweise zwei potenzielle Eintrittspunkte für Luft:
Das PeilstabrohrJedes Getriebe mit einem Peilstabrohr kann über einen Peilstab, der nicht vollständig im Rohr sitzt, oder einen nicht vollständig sitzenden Peilstabrohrpfropfen zusätzlichen Sauerstoff in das Getriebe einlassen. Sogar die Überprüfung des Flüssigkeitsstands mit einem Messstab kann zusätzlichen Sauerstoff und Schmutz in das Getriebe einlassen. Viele moderne Getriebe haben keinen Ölmessstab, stattdessen sind sie mit abgedichteten Getriebepfropfen versehen. Durch das Entfernen des herkömmlichen Messstabs hat der Getriebehersteller auch einen potenziellen Eintrittspunkt für Sauerstoff entfernt. Dies verringert die Gefahr einer Oxidation des Öls. Ein abgedichtetes Getriebe hat typischerweise eine längere Lebensdauer des Getriebeöls als ein nicht abgedichtetes Getriebe.
Die GetriebeentlüftungGetriebe benötigen Entlüftungsöffnungen, um Luftdruckunterschiede im Internen zu kompensieren, die bei schwankenden Flüssigkeitstemperaturen und schwankenden Flüssigkeitsständen während des Getriebebetriebs auftreten. Ohne diese Öffnungen könnte sich Druck aufbauen, was zu Undichtheit und Leckagen führt. Vor dem Einsatz einer verbesserten Qualität des Basisöls Ende der 1990er Jahre enthielten einige ältere Lüftungsöffnungen des Getriebes ein Überdruckentlüftungsventil oder TABS-Ventil (Transmission Air Breathing Suppressor), um die Aufnahme von Sauerstoff und Wasser ins Getriebe zu verhindern. Sauerstoff reagiert mit Hochtemperaturübertragungsflüssigkeit und kann Oxidation, Rost und Korrosion verursachen. Automatikgetriebeflüssigkeiten mit Basisöl geringerer Qualität oxidierten leichter als Flüssigkeiten mit Basisölen höherer Qualität. Ford und andere Getriebehersteller verwenden jetzt kleinere, fernmontierte Entlüftungsöffnungen, die speziell dafür ausgelegt sind, Wasser abzuscheiden, aber bei Bedarf eine geringe Luftmenge durch den Entlüfter zulassen.

### Versiegelte ATF-Behälter
Jedes Automatikgetriebeöl hält länger, wenn es aus einem ungeöffneten Behälter kommt.
1. Verwendung von versiegelten Behältern. Behälter, in denen Automatikgetriebeflüssigkeit (ATF) untergebracht ist, sollten immer verschlossen sein. Bei Einwirkung der Atmosphäre kann ATF Feuchtigkeit aufnehmen und möglicherweise Bedenken hinsichtlich der Verschiebung verursachen.
2. Nur neue Flüssigkeit verwenden. Wenn Sie Reparaturen an mit ATF ausgestatteten Getrieben durchführen, ist es wichtig, nur neues, sauberes ATF zu verwenden, wenn Sie das Getriebe nachfüllen. Verwenden Sie ATF niemals wieder.

### Beispiel Wartungsplan
„Lifetime“-Automatikgetriebeöle mit höherer Qualität des Basisöls und dem Additivpaket sind chemisch stabiler, weniger reaktiv und oxidieren nicht so leicht wie Flüssigkeiten mit niedrigerer Qualität, die aus Grundölen und Additiven geringerer Qualität hergestellt sind. Daher können Getriebeöle mit höherer Qualität unter normalen Fahrbedingungen (in der Regel 100.000 Meilen (160.000 km) oder mehr) erreichen.
Die Definition von „Lifetime Fluid“ unterscheidet sich von Getriebehersteller zu Getriebehersteller. Im Wartungshandbuch des Fahrzeugs sind immer die richtigen Wartungsintervalle für die Flüssigkeit des Getriebes und die Definition der Betriebsbedingungen zu finden.
Beispiel am Ford F-150 BJ 2018: Gemäß dem Plan für geplante Wartungsarbeiten eines 2018 Ford F-150 mit „Lifetime Fluid“ können drei verschiedene Wartungsintervalle für das Getriebeöl je nach Fahrweise des Fahrzeugs bestehen:
1 Normales Fahren 
- Normales Pendeln mit Autobahnfahren
- Kein oder mäßiges Laden oder Schleppen
- Flache bis mäßig hügelige Straßen
- Kein längerer Leerlauf

Automatikgetriebeöl alle 150.000 Meilen (240.000 km) ersetzen.
2. Schwerer Betrieb
- Mittlere bis schwere Last oder Abschleppen
- Bergfahrten oder Geländefahrten außerhalb von Straßen
- Längerer Leerlauf
- Langer heißer oder kalter Betrieb

Automatikgetriebeöl alle 30.000 Meilen (48,000 km) erneuern.
3. Extremes Fahren
- Höchstmögliche Ladung oder Abschleppen
- Extrem heißer oder kalter Betrieb

Automatikgetriebeöl alle 30.000 Meilen (48,000 km) erneuern.

## Aftermarket Automatikgetriebeöle

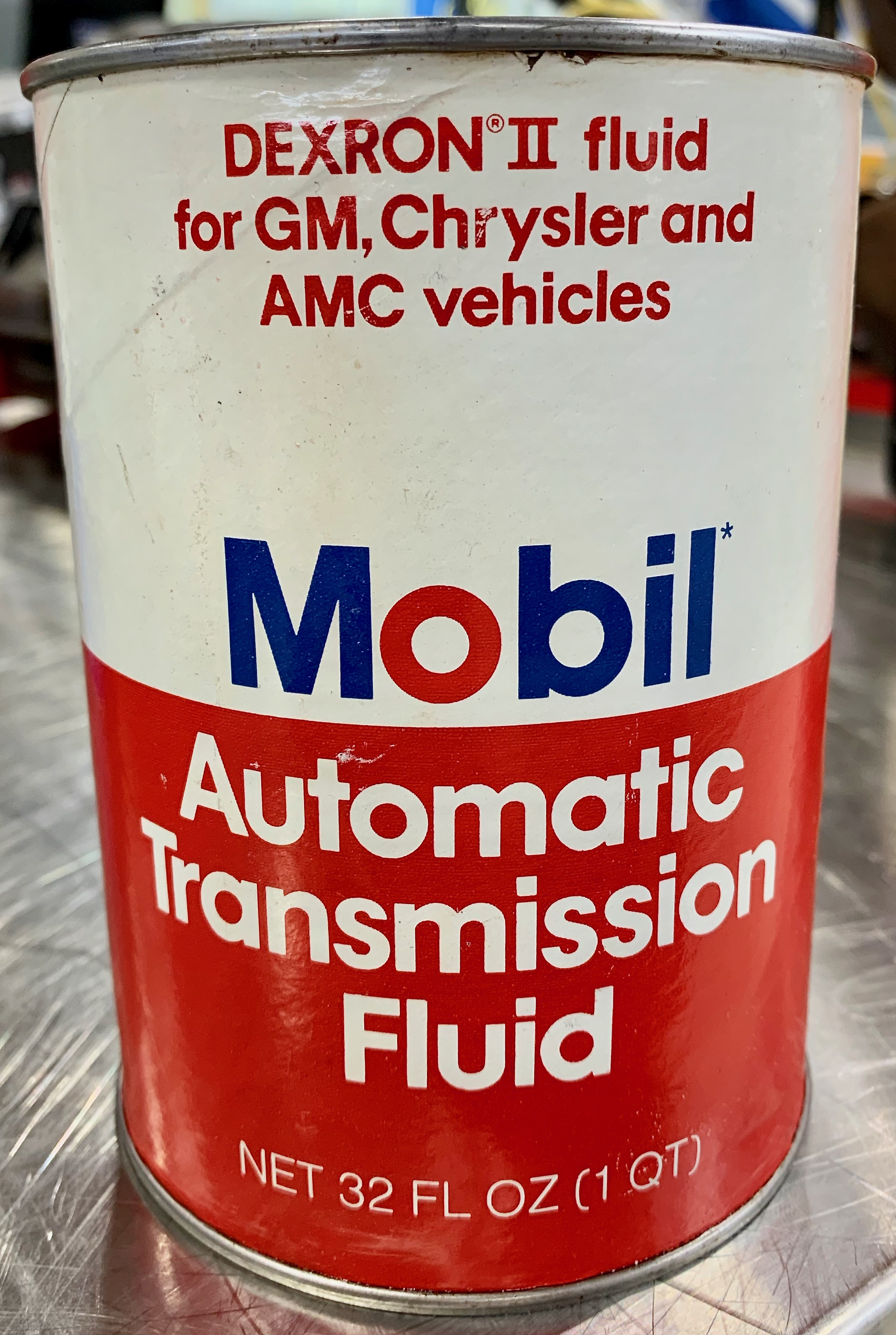
Lizenziertes Mobil ATF 220 Dexron II (D) für GM-, Chrysler- und AMC-Fahrzeuge. GM-Lizenznummer D-20104

Seit über 70 Jahren produziert der Öl-Ersatzteilmarkt sowohl zugelassene als auch nicht lizenzierte Formulierungen für Automatikgetriebeöle (Automatic Transmission Fluids, ATF). Heutzutage werden Aftermarket-Öle, die von ihren Herstellern als kompatibel für den Einsatz in General Motors-Automatikgetrieben geltend gemacht werden, weiterhin unter den Bezeichnungen verkauft Dexron/Mercon-, Multi-Purpose- und Multi-Vehicle-Öle. Nicht freigegebenes Öl ist in der Regel billiger. Diese Öle werden von Ford nicht für die Verwendung in ihren Getrieben reguliert oder empfohlen.

### Herstellerfreigabe
Details zur Ölkompatibilität auf der Vorderseite eines ATF-Behälters sind oft widersprüchlich zu den Angaben auf der Ölkompatibilität oder den Empfehlungen auf dem hinteren Aufkleber.

#### Beispiel 1
Das vordere Etikett: der Mehrzweckflasche von O’Reilly Premium Automatic Transmission behaupten, dass die Flüssigkeit „kompatibel für den Einsatz in General Motors- und Ford-Automatikgetrieben“ ist
Das rückseitige Etikett der gleichen Flasche behauptet: "Dieses hochwertige Produkt eignet sich für den Einsatz in allen General Motors- und Ford-Automatikgetrieben mit dem Typ „A“, Suffix „A“, Dexron-II (C), Dexron-II (D), Dexron-II (E), Dexron-III (G), Dexron-III (H), Typ-CJ und Mercon (Mercon 9187). Auf der Rückseite können Sie die Bedienungsanleitung Ihres Besitzers überprüfen, um sicherzustellen, dass Sie das richtige Getriebeöl für Ihr Fahrzeug verwenden. "
Bedeutung: Dies bedeutet, dass das Fluid nur für Fahrzeuge empfohlen wird, die das Original Mercon-Fluid von 1987 benötigen. Dies bedeutet auch, dass es nicht für andere Fahrzeuge von Ford empfohlen wird, die Mercon V, Mercon SP, Mercon, LV oder Mercon ULV benötigen.

#### Beispiel 2
Das vordere Etikett: der ATF-Mehrfahrzeug-Formelflasche von Mobil 1 Synthetic behaupten, dass die Flüssigkeit für „Ford, GM und eine Vielzahl von inländischen und importierten Fahrzeugen“ ist.
Das rückseitige Etikett: Dieselbe Flasche behauptet, dass die Flüssigkeit von ExxonMobil für den Einsatz in Anwendungen empfohlen wird, in denen die 1987er Ford Mercon-Flüssigkeit sowie GM erforderlich sind Dexron(B), Dexron-II (C), Dexron-II (D), Dexron-III (G), Dexron-III (H) und andere Nicht-Ford-Anwendungen. Die Rückseite hat ein Sternchen, um anzuzeigen, dass die Flüssigkeit nicht mit Mercon LV oder Mercon SP kompatibel ist.
Bedeutung: Diese Flüssigkeit wird nur für Fahrzeuge empfohlen, die die ursprüngliche Mercon-Flüssigkeit von 1987 benötigen. Dies bedeutet auch, dass es nicht für andere Fahrzeuge von Ford empfohlen wird, die Mercon V, Mercon SP, Mercon, LV oder Mercon ULV benötigen.